# Col·lecció tèxtil Antoni de Montpalau
La Col·lecció tèxtil Antoni de Montpalau, AdM, és una iniciativa sabadellenca que es dedica a conservar, documentar i difondre el teixit, principalment en el seu vessant estètic. Va ser creada a Sabadell pel desembre de 2004 per l'historiador i crític d'art Josep Casamartina i Parassols i la llibretera Anna Maria Casanovas Crusafon. El nom d'Antoni de Montpalau és un homenatge a l'escriptor Joan Perucho i al protagonista de la seva novel·la Històries naturals. A partir de l'any 2011, es va crear la Fundació Antoni de Montpalau per al col·leccionisme i la difusió del tèxtil, per tal de preservar la col·lecció i poder ampliar la seva difusió.

## Objectius
Un dels principals objectius de la Col·lecció Tèxtil Antoni de Montpalau és la difusió dels seus fons mitjançant estudis, col·laboracions a diaris i revistes, edicions puntuals i préstecs a exposicions, sempre que aquestes reuneixin les suficients condicions de seguretat i conservació. També ha establert relacions de col·laboració amb institucions docents facilitant als estudiants de disseny de moda i art tèxtil que facin les seves pràctiques a la Col·lecció AdM. Entre altres institucions, ha col·laborat amb la Generalitat de Catalunya, el Museo del Traje, la Fundació Banc Sabadell, el 080 Barcelona Fashion Week, el Cristóbal Balenciaga Museoa, el Museu d'Història de Catalunya, la Fundación Cultural Privada Rocamora, el Cercle del Liceu, Santa Eulalia, l'Abadia de Montserrat, el Museu de Mallorca o la Fundació Palau.

## Fons
La col·lecció està en constant creixement, sobretot per mitjà de donacions, actualment (2016) compta amb més d'onze mil peces d'indumentària, a més d'una part dedicada als teixits del Modernisme i l'Art Déco (de 1890 a 1940), i també un amb un fons documental. A la part d'indumentària hi destaquen els principals autors i marques catalans com Pedro Rodríguez, Manuel Pertegaz, Asunción Bastida, Santa Eulàlia, El Dique Flotante, Carmen Mir, Pedro Rovira, Rosser, Roberto Dalmau, Miguel Elola, i també de prêt-à-porter, amb dissenyadors i marques com Antonio Meneses, Josep Ferrer, Andrés Andreu, Margarita Nuez, Antonio Miró, Roser Marcé, Mila y Tucho Balado, Teresa Ramallal, Luis Fortes, Pep Boluña, Escorpión, Mallerich, Naulover, Diktons, Tocut, Tráfico de Modas, Pedrín i Javier Mariscal, Estrella G, David Valls, Joaquim Verdú, Andrea Morros, Mango, Custo Barcelona, Desigual, MTX, Sita Murt, Toton Comella, Roger O, Who, Javier Simorra, Luis Civit, Isabel de Pedro, Armand Basi, Txell Miras, Miriam Ponsa, Ailanto, Josep Font, Lydia Delgado, Parnasse, Zazo & Brull, Llamazares y de Delgado, Gori de Palma, Ricardo Ramos, by de León, Julie Sohn, Etxart and Panno, Gemma Sender, Pronovias, José M. Tresserra, Rosa Clarà, Maria Lluïsa Rabell, entre molts altres, essent la col·lecció més completa de moda catalana a escala internacional.
La col·lecció AdM també té moda internacional amb noms com Cristóbal Balenciaga, Jeanne Lanvin, Jacques Heim, Nina Ricci, Hubert de Givenchy, Yves Saint Laurent, Christian Lacroix, Ted Lapidus, Jacques Léonard, Pierre Cardin, Jacques Esterel, André Courrèges, Loris Azzaro, Thierry Mugler, Azzedine Alaïa, Emilio Pucci, Roberta di Camerino, Giorgio Armani, Enrico Coveri, Romeo Gigli, Kenzo, Kansai Yamamoto, Yosji Yamamoto, Comme des Garçons, Yssey Miyake, Rick Owens, Vivienne Wetswood, Martin Margiela, Alexander McQueen, Romeo Gigli o Azzedine Alaïa.

## Presentacions
Les primeres presentacions al públic de la col·lecció van ser l'any 2008, amb el Calendari Serra d'Or editat per l'Abadia de Montserrat, dedicat als teixits modernistes de la Col·lecció AdM i l'exposició: Teixint Glamour que es va fer a Sabadell, a la Casa Arimon.
El 2009 es va fer l'exposició La edad de oro de la alta costura, presentada a la Sala de Exposiciones del Banco Herrero, d'Oviedo, que després va itinerar al Museo de Teruel i al Museo del Traje, de Madrid, (2010) i al Palau Robert, de Barcelona, (2011) amb el títol Barcelona alta costura, i, més tard, a la Sala d'Exposicions de la CAM, a Alacant (2012).
Paral·lelament es va editar el llibre Barcelona alta costura, Col·lecció tèxtil Antoni de Montpalau editat a cura de Josep Casamartina i Parassols, amb fotografies de Jordi Puig i textos de Casamartina, Margarita Rivière i Rosa M. Martín i Ros. El 2013 es presenta a Getaria Balenciaga y la alta costura en Barcelona, proximidades y distancias, una exposició feta en col·laboració amb el Cristóbal Balenciaga Museoa. Entre el 2013 i el 2014, col·labora amb el Cercle del Liceu amb presentacions d'homenatge a Balenciaga i a Pertegaz. El 2014 presenta part del seu fons a Brussel·les en l'exposició Catalunya és moda, de l'alta costura al prêt-à-porter, a l'Espa, a l'Espai Catalunya Europa de la Generalitat de Catalunya. I a partir del 2015 estableix un acord de col·laboració amb la Fundación Cultural Privada Rocamora per a fer una exposició anual de peces inèdites, precedents de les donacions que la reb constantment la Fundació Antoni de Montpalau. El 2017 col·labora, de nou, amb el Museo del Traje, de Madrid, en una retrospectiva dedicada al modista Pedro Rovira (Badalona, 1921-1978) i en presenta a Barcelona una altra de dedicada a Manuel Pertegaz, a la Fundación Rocamora. També ha participat en la producció dels documentals: Balenciaga en Barcelona una huella oculta, escrit i dirigit per Josep Casamartina i realitzat per Ferran Alberich, Barcelona prêt-à-porter, el triomf del carrer, escrit i dirigit per Josep Casamartina i realitzat per Benet Román, Pedro Rovira (1921-1978), de la alta costura al prêt-à-porter, escrit i dirigit per Josep Casamartina i realitzat per Ferran Alberich.

## Exposicions
- 2008 - Teixint glamour, un segle de moda a Sabadell, Casa Arimon (Sabadell)
- 2009 - La edad de oro de la alta costura, Sala de Exposiciones del Banco Herrero (Oviedo)
- 2010 - La edad de oro de la alta costura, Museo de Teruel (Terol) i al Museo del Traje (Madrid)
- 2011 - Barcelona alta costura, Palau Robert (Barcelona)
- 2012 - La edad de oro de la alta costura Sala d'Exposicions, CAM (Alacant)
- 2013-2014 - Balenciaga y la alta costura en Barcelona, proximidades y distancias, Cristóbal Balenciaga Museoa (Getaria)
- 2013-2014 - Barcelona prêt-à-porter, 1958-2008, mig segle d'indústria i moda, Palau Robert (Barcelona)
- 2014 - Catalunya és moda, de l'alta costura al prêt-à-porter, Espai Catalunya Europa (Brussel·les)
- 2015 - De Balenciaga a Jean Paul Gaultier. Donacions inèdites de la Col·lecció tèxtil Antoni de Montpalau', Fundación Cultural Privada Rocamora (Barcelona) [junt amb Ismael Núñez Muñoz]
- 2016 - Moda i Modernisme, la influència del 1900. Donacions inèdites de la Col·lecció tèxtil Antoni de Montpalau, Fundación Cultural Privada Rocamora (Barcelona) [junt amb Ismael Núñez Muñoz]
- 2017 - Pedro Rovira de la alta costura al prêt-à-porter. Col·lecció Antoni de Montpalau, Museo del Traje (Madrid)
- 2017 - Pertegaz en diagonal, Fundación Cultural Privada Rocamora (Barcelona)
- 2017 - La Gauche Divine, Fashion Night Barcelona, Santa Eulalia (Barcelona)
- 2018 - Reines per un dia. Núvies i festa a la Col·lecció Antoni de Montpalau, Barcelona Bridal Fashion Week / Fundación Cultural Privada Rocamora, (Barcelona)
- 2018 - Santa Eulalia. 175, acció d'Antoni Miralda, Santa Eulalia (Barcelona) [Col·laboració del fons de la Col·lecció Antoni de Montpalau a la Desfilada de Patrons]
- 2019 - Chapeau! De Casas a Picasso a Balenciaga i Pertegaz, Fundació Palau (Caldes d'Estrac)
- 2019 - Moda i modistes. Col·lecció Antoni de Montpalau, Museu d'Història de Catalunya (Barcelona)

- 2019 - Chapeau! De Casas a Picasso a Balenciaga y Pertegaz, Sala Sabadell Herrero (Oviedo)

- 2019 - 100 anys de glamur. Art i Moda, un diàleg de la Col·lecció Antoni de Montpalau amb el Museu de Mallorca, Museu de Mallorca, (Palma)

- 2019 - Les tres dames de l'alta costura. Bastida, Mir i Rosser a la Col·lecció Antoni de Montpalau, Fundación Rocamora, (Barcelona)

## Premis i reconeixements
L'any 2011 l'Associació Catalana de Crítics d'Art va concedir a la Col·lecció tèxtil Antoni de Montpalau el Premi ACCA de la Crícica d'Art 2010, Premi Iniciatives Patrimonials.
L'any 2010 l'Ajuntament de Sabadell va concedir a la Col·lecció tèxtil Antoni de Montpalau el Premi Projecció de la Ciutat, a la Nit de la Cultura. (http://www.elpuntavui.cat/article/5-cultura/19-cultura/167434-la-nit-de-la-cultura-de-sabadell-premia-la-simfonica-del-valles-i-la-trajectoria-de-joan-ripoll-bisbe.html)